# Arsen Kotsojev
Arsen Borissovitsj Kotsojev (ossetisk Коцойты Арсен) (15. januar 1872 i Gisel, i dag: Prigorodnyj Amt i Nordossetien – 4. februar 1944 i Ordsjonikidse, i dag Vladikavkas) var en sovjetisk forfatter af ossetisk afstamning. Han var én af dem, der grundlagde den ossetiske prosalitteratur. Han fik stor betydning på skabelsen af moderne ossetisk og dets forskellige stilarter. Han havde bidrag i alle de første tidsskrifter på ossetisk, og han var én af de mest kendte ossetiske forfattere.
Der findes en Kotsojevgade i både Vladikavkas og Beslan. Kotsojevs hovedværker indgår i de ossetiske skolers undervisning i ossetisk litteratur.

## Levnedsløb
Kotsojev blev født på landet i en fattig familie (han stammer fra landsbyen Gisel, der ligger tæt på Vladikavkas). Han begyndte i skolen som niårig, og der fandt han en stor bogsamling, som gjorde hans uddannelse mere omfattende. Efter grundskolen læste Kotsojev på det ortodokse seminarium i Ardon, og det fortælles, at hans videbegærlighed var så stor, at han gik fra Ardon til Vladikavkas for at se Kosta Hetagurov. Pludselig sygdom tvang ham til at opgive seminariet. Han vendte tilbage til sin landsby og begyndte at skrive korte essays til aviserne i det nordlige Kaukasus, f.eks. "Terskije vedomosti" og "Kasbek", som bragte dem under hans kunstnernavne "Habosj", "Botasj" eller bare "A.K.". Desuden arbejdede han som lærer i den lokale skole.
På baggrund af Ateismekampagnen blev han udelukket fra seminariet, og da han også tog del i en bondeopstand i 1899, mistede han retten til at opholde sig i Terskajaområdet, så han måtte rejse mod syd til Sydossetien, hvor han fortsatte både med arbejdet som lærer og med at skrive noveller og essays.
I 1910 begyndte han at udgive et blad i Tbilisi. Det hed "Æфсир" (Æfsir, = "Hvedeaks"), og deri offentliggjorde han sine første værker på ossetisk. Bladet udkom kun i 14 numre, men det fik en kolossal virkning på ossetisk litteratur og journalistik. Mange af den ossetiske litteraturs hovedværket blev først offentliggjort i Æfsir.
I året 1912 kom Kotsojev til Skt. Petersborg, hvor han arbejdede mange steder, bl.a. på Lenins berømte avis, Pravda. Selv om han var født på landet i Ossetien, kendte Kotsojev tilstrækkeligt til det russiske sprog, så han kunne læse korrektur på avisen.
Efter oktoberrevolutionen blev Kotsojev rigtig berømt. Han arbejdede på forskellige aviser og tidsskrifter og med uddannelse osv. I 1939 blev Kotsojev hædret med ordnen "Ærestegn" for fremragende fortjenester i samfundet og for sit oplysende arbejde.
Han døde i Vladikavkas, hvor han ligger begravet i det litterære museums gård.

## Produktion
De fleste af Kotsojevs noveller er tragiske. Handlingen drejer sig ofte om de barske forhold for bjergfolkene. Det kan handle om blodhævn ("Сæумæрайсом" (Tidligt om morgenen) "Фынддæс азы" (Femten år) osv.), brudekøb, hvor helten i fortællingen "Афтæ дæр вæййы" (Sådan kan det gå) stjæler får fra sin svigerfars flok for at betale brude afdrag på brudeprisen, eller om overtro, hvor fattige bjergbønder bruger deres sidste penge på shamanistiske besværgelser, osv. Arsen Kotsojev skrev meget om problemerne for et traditionelt opdraget menneske i en europæisk præget verden, om bjergboens skæbne I storbyen.
Kotsojev lavede også en hel del oversættelser, og f.eks. oversatte han adskillige af Pusjkins noveller til ossetisk.
Kotsojevs egne manuskripter er ikke bevaret, og det gør læsningen besværlig. Når f.eks. samlingen af fortællinger, "Ханиффæ" (Haniffa) udgives i forskellige varianter, kan det ikke afgøres, hvad der er rettelser fra forfatterens egen hånd, og hvad der skyldes redaktionelle korrekturer.

## Værker

### På ossetisk
- Радзырдтæ. Цхинвал, 1924;
- Радзырдтæ. Мæскуы, 1927.
- Радзырдтæ. Цхинвал, 1929;
- Радзырдты æмбырдгонд. 1-аг чиныг, Орджоникидзе, 1934.
- «Фыдбылыз», «Цæукъа æмæ фыркъа», «Ханиффæйы мæлæт», «Джанаспи». Орджоникидзе, 1940.
- Уацмыстæ, фыццаг том. Дзæуджыхъæу, 1949.
- Уацмыстæ. Орджоникидзе, 1971.

### På russisk
- Избранные рассказы, М., 1952;
- Саломи. Избранные рассказы, М., 1959.

## Sekundærlitteratur
- Salagaeva Z. Arsen Kotsojev: Ein Essay über ossetische Geschichte zur Sowjetzeit
- Ephity T.: Kotsoity Arsen, 1955 (Monografi på ossetisk).

## Eksterne links
- En samling af Kotsojevs noveller, oversat til russisk

1. ↑  Navnet er anført på bokmål og stammer fra Wikidata hvor navnet endnu ikke findes på dansk.